# The Ad Libs
The Ad Libs foi um grupo musical de Bayonne, Nova Jérsei, ativo principalmente no início dos anos 1960. Apresentando seus vocais femininos característicos, com apoio masculino "doo-wop", seu single de 1965 "The Boy from New York City", escrito por George Davis e John T. Taylor, foi seu único sucesso na Billboard Hot 100.
Conhecido originalmente como The Creators, o grupo se formou em 1964 com Hugh Harris, Danny Austin, Dave Watt, Norman Donegan e Mary Ann Thomas. "The Boy from New York City" foi lançado em dezembro de 1964 e, em março de 1965, chegou ao 8º lugar na Hot 100 dos Estados Unidos. O grupo gravou em seguida "He Ain't No Angel", que alcançou o 100º lugar em 1965. Os dois singles seguintes não conseguiram entrar nas paradas musicais, e o contrato da The Ad Libs não foi renovado pela empresa Red Bird Records. Em 1969 eles tiveram uma última canção nas tabelas musicais, "Giving Up", que chegou a 34ª colocação na Billboard R&B dos Estados Unidos. Eles continuaram a gravar na década de 1980, mas nunca repetiram o sucesso de "The Boy from New York City".
"The Boy from New York City" alcançou boas colocações novamente, no Reino Unido pelos Darts, em 1978, e nos Estados Unidos pelo The Manhattan Transfer, em 1981. A canção foi usada em um comercial para o Everybody Hates Chris no canal Paramount Comedy no Reino Unido. Dave Watt morreu em 5 de dezembro de 2008.

## Discografia

### Singles
| Ano  | Título                       | US  | R&B | Gravadora            | Lado B                  |
| ---- | ---------------------------- | --- | --- | -------------------- | ----------------------- |
| 1965 | "The Boy from New York City" | 8   | 6   | Blue Cat Records 102 | "Kicked Around"         |
| 1965 | "He Ain't No Angel"          | 100 | —   | Blue Cat Records 114 | "Ask Anybody"           |
| 1969 | "Giving Up"                  | —   | 34  | Share Records 104    | "Appreciation" (lado A) |

### Coletâneas
| Ano  | Título                           |
| ---- | -------------------------------- |
| 1996 | The Ad Libs & Friends            |
| 2010 | I Don't Need No Fortune Tell     |
| 2012 | The Complete Blue Cat Recordings |